# Jean Baptiste Charlemagne-Baudet
Jean Baptiste Charlemagne-Baudet (russisch Жан-Батист Шарлемань-Боде; * 1734 in Rouen; † 15. Augustjul. / 26. August 1789greg. in St. Petersburg) war ein französisch-russischer Bildhauer.

## Leben
Wie viele andere Ausländer kam Charlemagne-Baudet 1777 auf Einladung Katharinas II. nach St. Petersburg, um skulpturelle Arbeiten beim Bau des Katharinenpalasts in Zarskoje Selo auszuführen. Auch in anderen Palästen, die in dieser Zeit in der Umgebung St. Petersburgs gebaut wurden, sind seine Arbeiten zu finden wie auch in der großen Kirche des Winterpalasts, in der römisch-katholischen Katharinenkirche und im Museum der Akademie der Künste in St. Petersburg.
Im Dezember 1785 erhielt Charlemagne-Baudet von der Akademie der Künste die Genehmigung, sich um die Verleihung des Akademiker-Titels zu bewerben. Er schuf eine 1 1/4 Arschin (0,89 m) hohe Marmor-Vase mit Früchten und Blumen, die er der Akademie der Künste 1786 vorstellte und die nun auf der Balustrade des Konferenz-Saals der Akademie steht.
Charlemagne-Baudet starb am 26. August 1789 in St. Petersburg und wurde auf dem lutherischen Teil des Wolkowo-Friedhofs begraben.
Das Verfahren zur Verleihung des Akademiker-Titels zog sich hin, so dass die Verleihung erst nach Charlemagne-Baudets Tod im September 1794 erfolgte. Die Ernennungsurkunde wurde Charlemagne-Baudets Erben übergeben.
Charlemagne-Baudets Kinder waren die Architekten Iossif Charlemagne und Ludwig Charlemagne und Margarita Charlemagne, die den Architekten Luigi Rusca heiratete.